# 北方颈槽蛇
北方颈槽蛇（学名：Rhabdophis helleri），一种分布于中国南方、越南北部、缅甸、印度东北部、不丹、孟加拉国及尼泊尔等地区，隶属于水游蛇科颈槽蛇属。本种原被视为红脖颈槽蛇（Rhabdophis subminiatus）的北方亚种，2021年研究人员基于外部形态比较、分子 (线粒体基因和SNP) 系统关系重建和种群结构分析, 显示红脖颈槽蛇存在遗传分化较大的两个种群。尽管形态比较未发现该种存在显著地理分化, 基于分子数据分析结果,认为本种应该提升为种级。模式产地为中国云南省腾冲市。

## 保护
本种于2023年被收录入《有重要生态、科学、社会价值的陆生野生动物名录》。